# Liopeltis
Liopeltis är ett släkte av ormar som ingår i familjen snokar.
Arterna är med en längd upp till 75 cm små och smala ormar. De förekommer i södra Asien och Sydostasien. De flesta släktmedlemmar vistas på marken i tropiska regnskogar. Individerna besöker även jordbruksmark och annan odlingsmark. Födan utgörs antagligen av små djur som ryggradslösa djur, groddjur och ödlor. Honor lägger ägg.
Arter enligt Catalogue of Life:
- Liopeltis baliodeirum, listas av The Reptile Database i släktet Gongylosoma.[3]
- Liopeltis calamaria
- Liopeltis frenatus
- Liopeltis herminae, listas av The Reptile Database i släktet Cyclophiops.[3]
- Liopeltis philippinus
- Liopeltis rappi
- Liopeltis stoliczkae
- Liopeltis tricolor